# 特許状

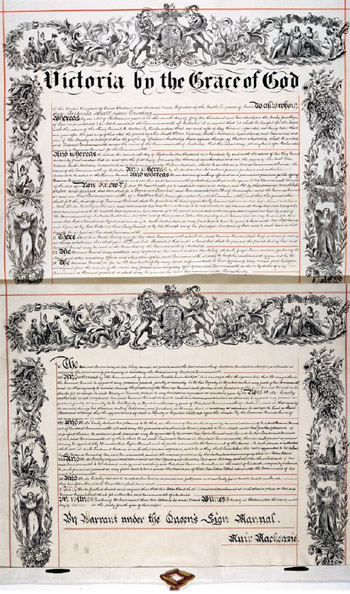
1900年、ヴィクトリア女王により発行された、オーストラリア総督府設置の特許状

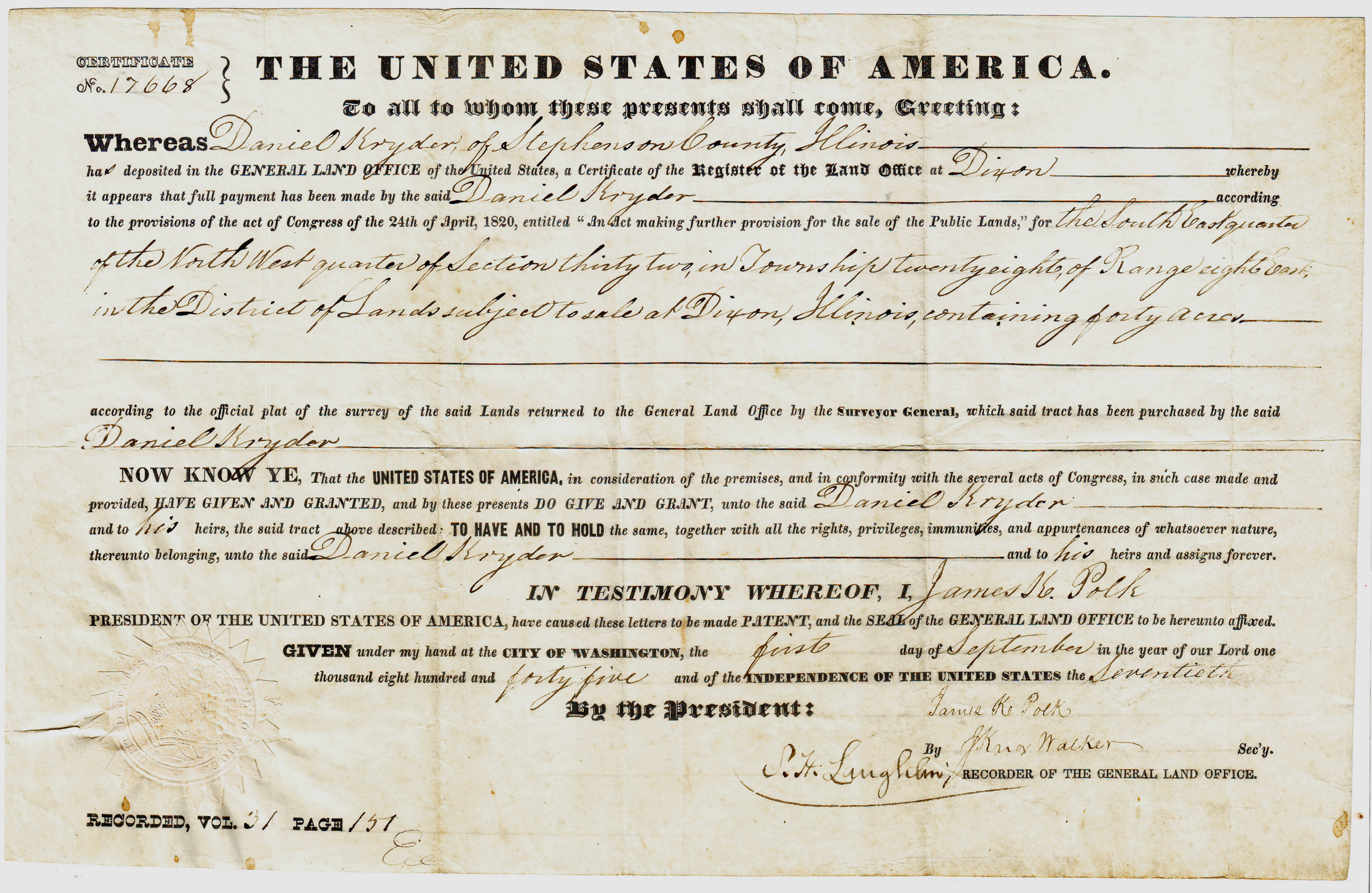
アメリカ合衆国ジェネラル・ランド・オフィス (英語版) による特許状

特許状（とっきょじょう、開封特許状、勅許状ともいう。Letters patent ）とは、君主、大統領等の国家元首 (head of state) が個人や法人に対して、一般的には任務や権限、専売、称号、あるいは地位を下賜するために証書の形で発行する法的手段の一つである。法人や政府機関の設立、あるいは都市としての地位や紋章の付与などの際に使われ、また知事や英連邦王国の総督など国王の代理人の選任、及び王立委員会委員の任命のために発行される。英国では王国 (レルム) の爵位の創設の際にも発行される。
特定の特許状の様式は発明 (あるいは意匠権におけるデザイン) に対して独占権を付与する現代の特許 (米国の特許制度においては一般特許 (utility patent) とデザイン特許 (design patent) と呼ばれる。) へと進化した。このケースでは、他の発明者が特許権の侵害を避けることを考えたり、また発明を「使う」方法、つまりどのように実用化するかを理解するのに、特許状が公的な書類の様式を取っていることが特に重要である。
特許状に相対するものとして封緘特許状 (ふうかんとっきょじょう、letters close、ラテン語：litterae clausae  ) があり、これは私的な性質のもので受取人だけがその内容を読むことができるように密封されている。特許状は広く公開されるという意味では公開状 (open letter)に匹敵する。特許状の内容が名宛人によって収集される前に、どうやって広く出版されるようになったのかはわかっておらず、例えば、一般的な会話や社交を通じて国内の貴族にその内容を広めることになる、王宮の廷臣による一定期間の検査のために国王により封印された後、どのような形で特許状が残っていたのかどうかははっきりしていない。しかし明らかに何らかの仕組みがあったと考えられる。今日では特許状は、例えば英国首相が「庶民院の図書館」にパブリックドメインとして残したい文書を発表する際の慣例となっており、それにより議会全てのメンバーが自由に閲覧することができる。

## 語源

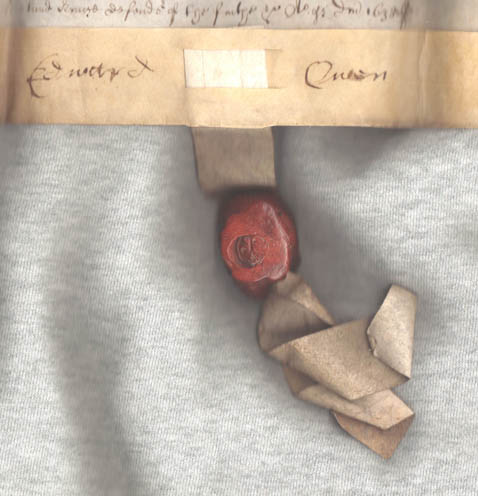
ペンダント型の印章

特許状 (Letters patent) は、「公然と置かれた」「さらされた」等を意味するラテン語の動詞「pateo 」から命名されている。発信者の印章はその文書を読むために破らなくてもいいように、文書からぶら下げる形でつけられている(左図参照) 。
ラテン語の「Litterae 」は、「書かれたもの」「書いているもの」を意味し、現代の単語「letter 」のように特定の様式に基づいて書かれたものを表すわけではない。つまり特許状は公開状 (open letter) とは異なり、むしろ公的に作成された文書・証書・契約書・公文書・勅令・詔書等:321 の様式と同様のものである。
それらはラテン語の「litterae patentes 」から「letters 」と複数形で呼ばれ、中世以降代書人達によって使われた。したがって単数形は存在しない。

## 用途
特許状は公開された公共の宣言のための様式で、君主や大統領による議会を超越した権力の「痕跡を残す」行使である。議会が置かれる以前は、君主は公開・非公開いずれかの書面による命令によって絶対的な統治を行っていた。
特許状は公開されているため、議会による立法と比較することが可能である。議会による立法は書面による命令であり、君主の署名によってその効力を有する。特許状には行政府による明示的な承認は書かれておらず、君主による印章または署名があるだけである。
今日の議会は特許状の発行という形で王室の特権の極めて狭い範囲での行使を認めているだけであり、特許状は政府による事前の非公式な承認に基づいて発行され、あるいは政府自身によって君主の印章を単に形式的に貼り付けることにより作成される。しかしながら、本来の様式では特許状には単に君主による指示または命令が書かれていた。君主の命令は法律であって、議会による法律は特許状の効果を補完するために公的に作られるものであった。
英国司法省によると、特許状には92種類のタイプがある。特許登記簿 (Patent Rolls) (英語版) はイングランド王国 (後にイギリス) 王室による特許状の公式な写しから構成され、それらは1202年から現代までほとんど途切れていない。また、1625年までのものは大抵が公開されている。

## 各国における特許状

### 英連邦王国
英連邦王国において特許状は王室の権限として国家元首の特権の下発行される。特許状は議会の同意を必要としない極めて稀で重要な、立法のための様式である。特許状はまた、議会の立法に対して国王が国王裁可を与えるために使うこともできる。 

### アメリカ合衆国
特許状は様々な目的のために発行されているが、アメリカ合衆国においては、主に特許と土地権利証 (land patent ) (英語版) をその起源とし、公的記録及び個人用証明書として機能する。